# اینکودینه
اینکودینه (به ایتالیایی: Incudine) یک کومونه در ایتالیا است که در استان برشا واقع شده‌است. اینکودینه ۲۰٫۲۳ کیلومتر مربع مساحت و ۴۰۷ نفر جمعیت دارد و ۹۱۰ متر بالاتر از سطح دریا واقع شده‌است.